# Uvasjön
Uvasjön är en sjö i Nybro kommun och Uppvidinge kommun i Småland och ingår i Alsteråns huvudavrinningsområde. Sjön har en area på 1,42 kvadratkilometer och ligger 115 meter över havet. Sjön avvattnas av vattendraget Alsterån. Vid provfiske har bland annat abborre, braxen, gers och gös fångats i sjön.

## Delavrinningsområde
Uvasjön ingår i det delavrinningsområde (631405-149893) som SMHI kallar för Utloppet av Uvasjön. Medelhöjden är 147 meter över havet och ytan är 28,11 kvadratkilometer. Räknas de 19 avrinningsområdena uppströms in blir den ackumulerade arean 501,62 kvadratkilometer. Avrinningsområdets utflöde Alsterån mynnar i havet. Avrinningsområdet består mestadels av skog (85 %). Avrinningsområdet har 1,52 kvadratkilometer vattenytor vilket ger det en sjöprocent på 5,4 %.

## Fisk
Vid provfiske har följande fisk fångats i sjön:
- Abborre
- Braxen
- Gärs
- Gös
- Löja
- Mört
- Siklöja